# Józef Płoszko
Józef Płoszko, Иосиф (Юзеф) Плошко, İosif Ploşko (ur. 1867 w Warszawie, zm. 1931) – polski architekt, przez większą część życia czynny w Baku (Azerbejdżan).

## Życiorys
Studiował w Akademii Sztuk Pięknych w Petersburgu, a następnie w Petersburskim Instytucie Inżynierii Cywilnej. Po ukończeniu studiów rozpoczął pracę w Kijowie. Z inicjatywy Józefa Gosławskiego (1865–1904), architekta miejskiego w Baku, przybył tam, by objąć stanowisko architekta jednej z dzielnic tego miasta. 
W Baku Józef Płoszko spotkał kolegów ze studiów w Petersburgu – m.in. Kazimierza Skórewicza. 
Oprócz pracy na urzędzie architekta dzielnicowego zajął się projektowaniem. Zgodnie z życzeniami klientów, jego projekty reprezentowały różne style historyczne. Jedną z pierwszych realizacji była Ismalija, obecnie siedziba Azerbejdżańskiej Akademii Nauk.
Oprócz Baku działał również w Władykaukazie, gdzie zrealizował meczet, ufundowany przez przedsiębiorcę naftowego Murtuza Muchtarowa, ukończony w 1908. 
Józef Płoszko wzniósł w Baku w latach 1908–1914 również kościół katolicki pod wezwaniem Najświętszej Maryi Panny, ufundowany głównie przez miejscową Polonię, m.in. rodzinę Rylskich oraz przedsiębiorcę i filantropa Witolda Zglenickiego. Kościół został zburzony w 1938. 
W latach 1911–1912 zrealizował pałac Muchtarowa w stylu francuskiego gotyku z centralną wieżą. Na życzenie właściciela wnętrza zostały zaprojektowane w różnych stylach historycznych, niezgodnych z wyglądem elewacji budynku.
W latach 1910–1912 powstał pałacyk Kerbałai Israfiła Hadżijewa. W odróżnieniu od innych budowli Płoszki ten obiekt powstał w stylu czystej secesji. 
Dla Polaków – braci Rylskich Płoszko – stworzył w 1912 czterokondygnacyjną kamienicę utrzymaną w stylu architektury islamu. W tym budynku Stefan Rylski kierował po 1917 polskim przedstawicielstwem konsularnym. 
Przed wybuchem I wojny światowej Józef Płoszko zdążył zrealizować sześciokondygnacyjny hotel „Nowa Europa” w konstrukcji żelbetowego szkieletu.
W latach dwudziestych XX wieku Józef Płoszko nadal projektował w Baku. W 1925 wyjechał do Warszawy, potem do Paryża.

## Galeria

Budynki zaprojektowane przez Józefa Płoszkę
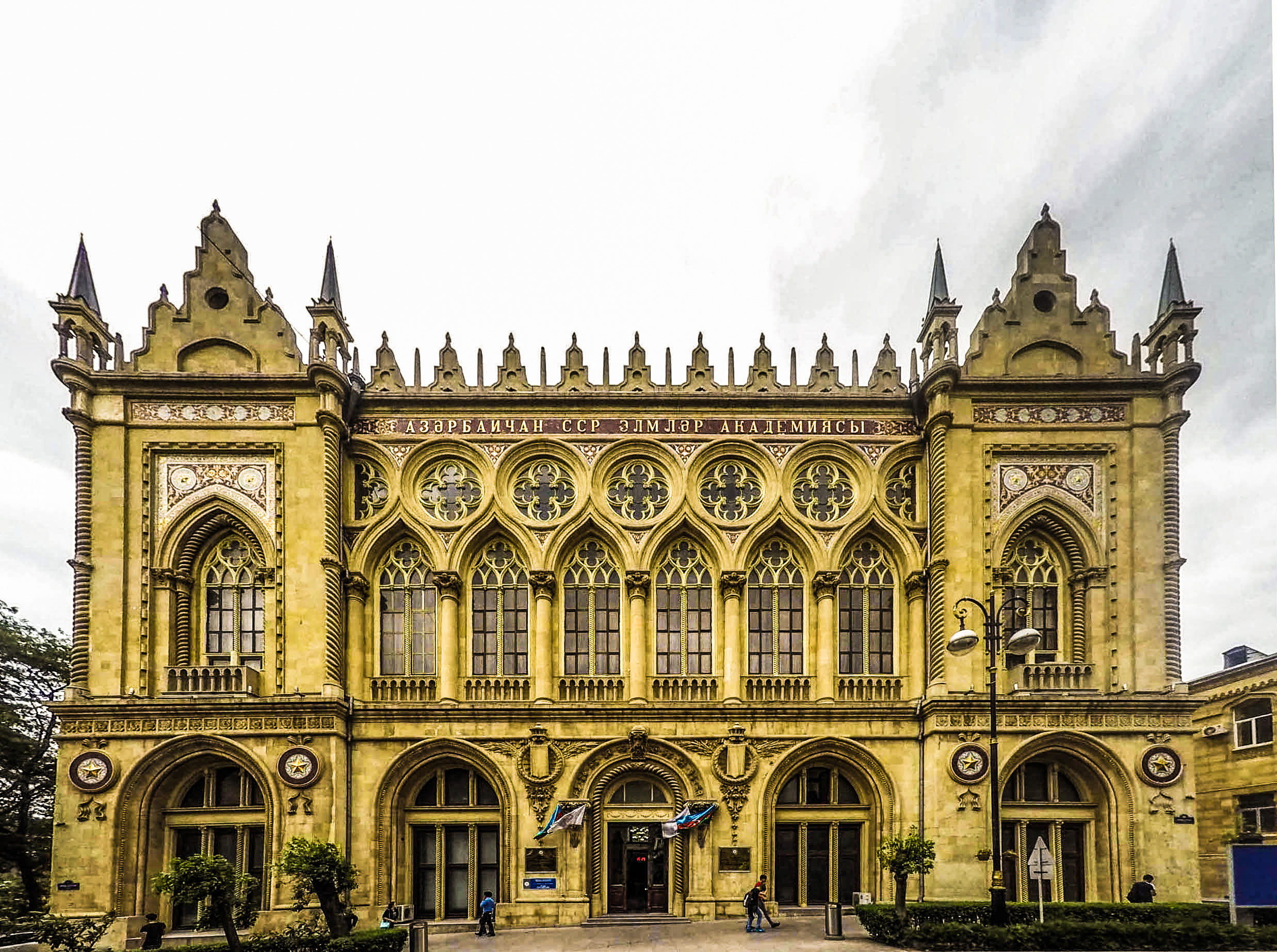
Pałac Ismailija w Baku
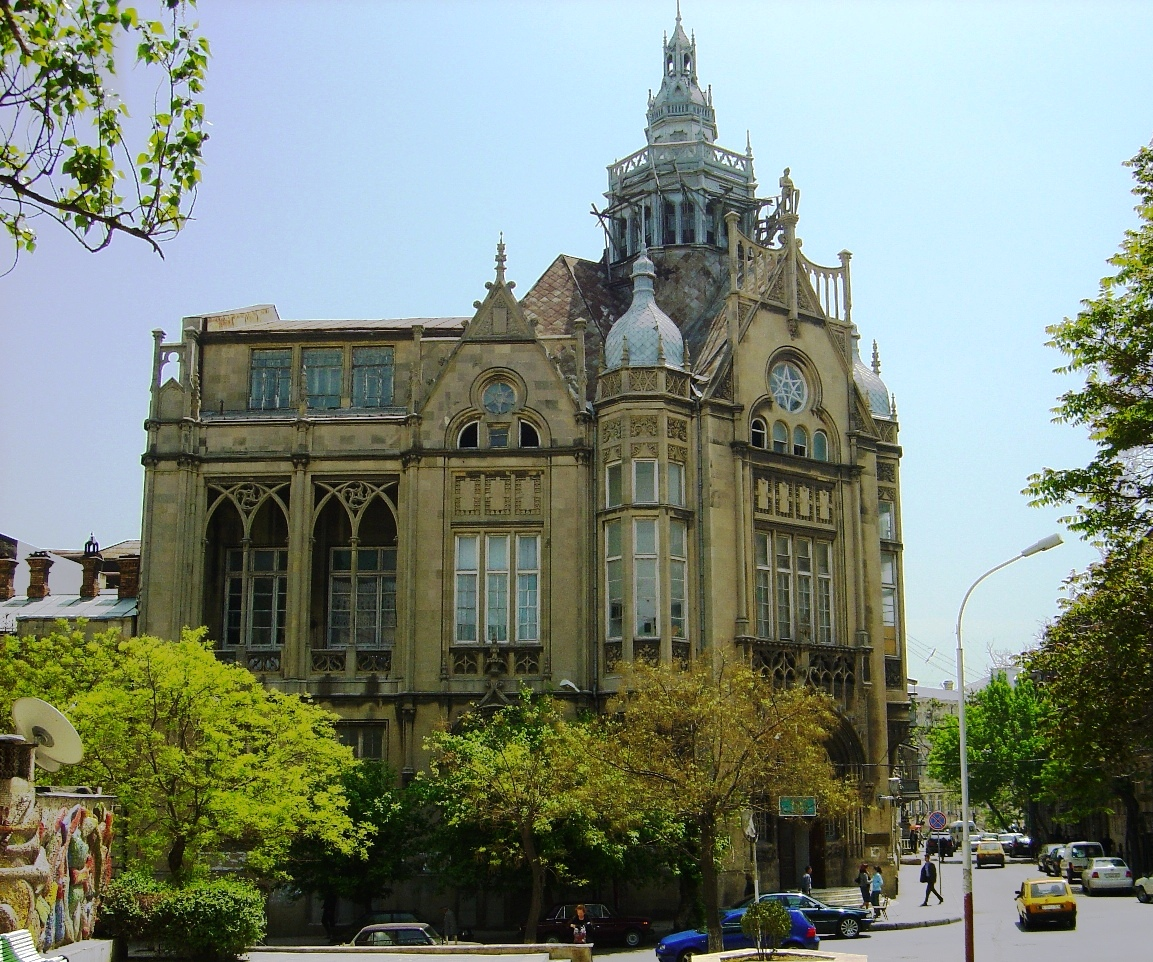
"Pałac Szczęścia" w Baku
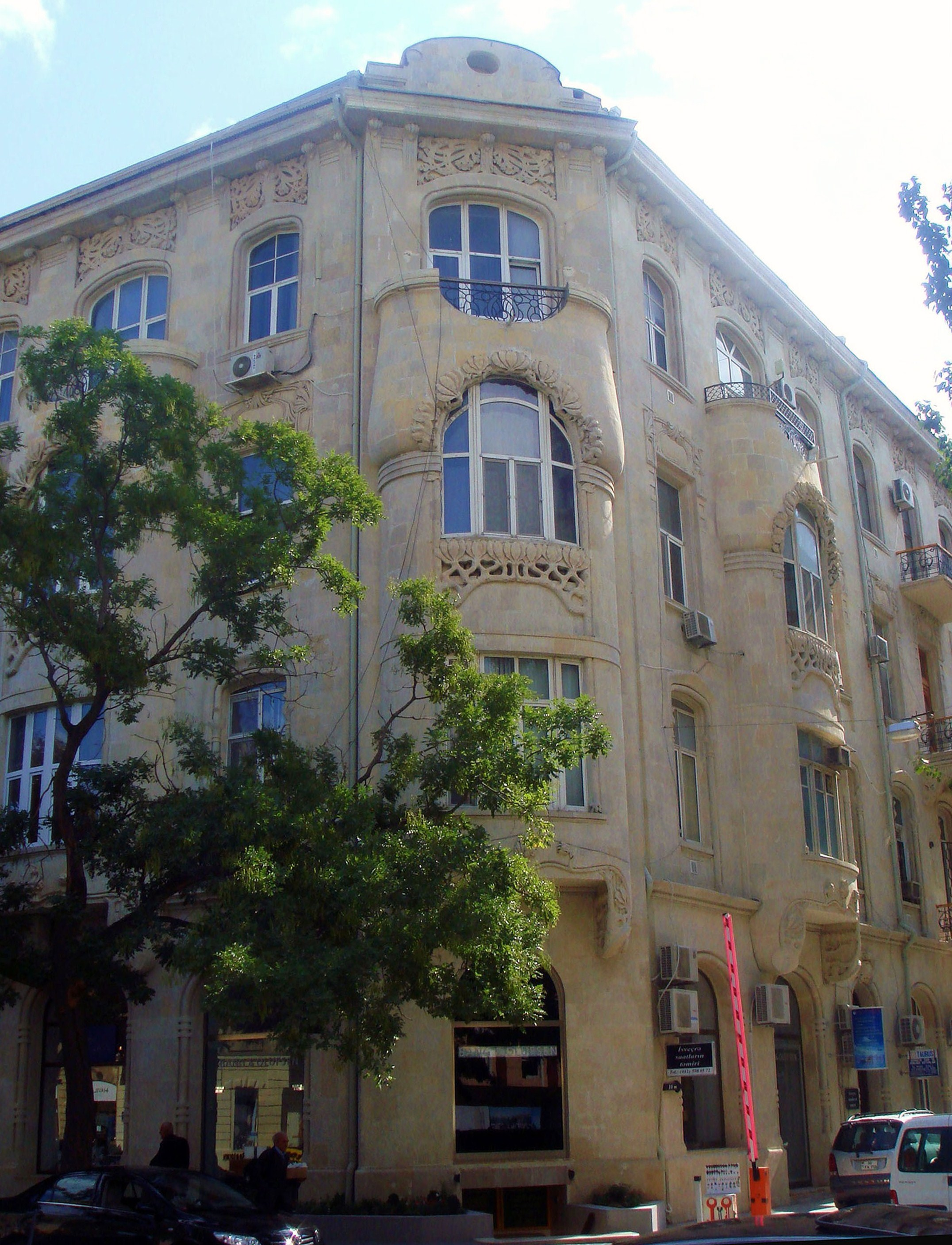
Dom Nagijewa w Baku
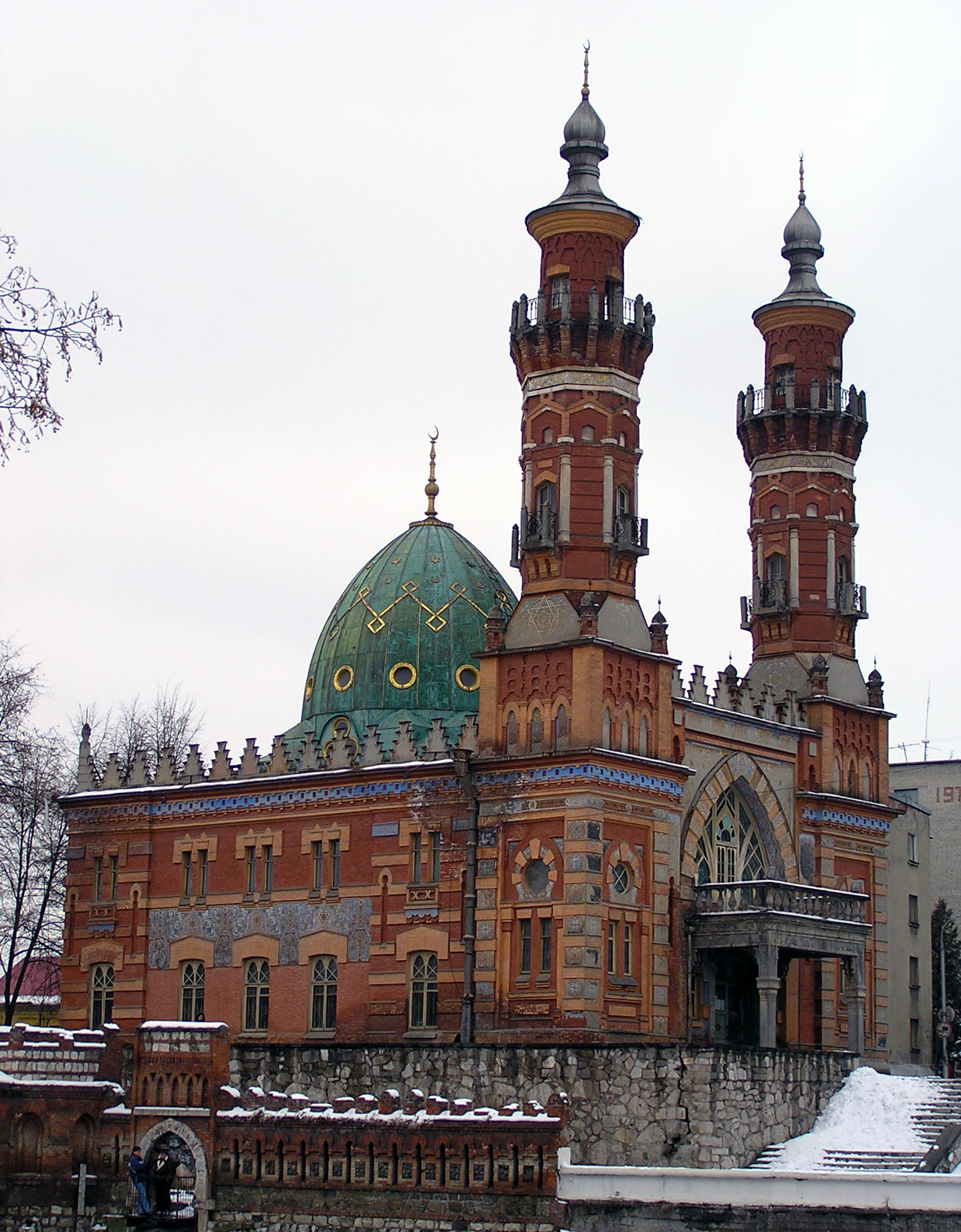
Meczet Muchtarowa we Władykaukazie
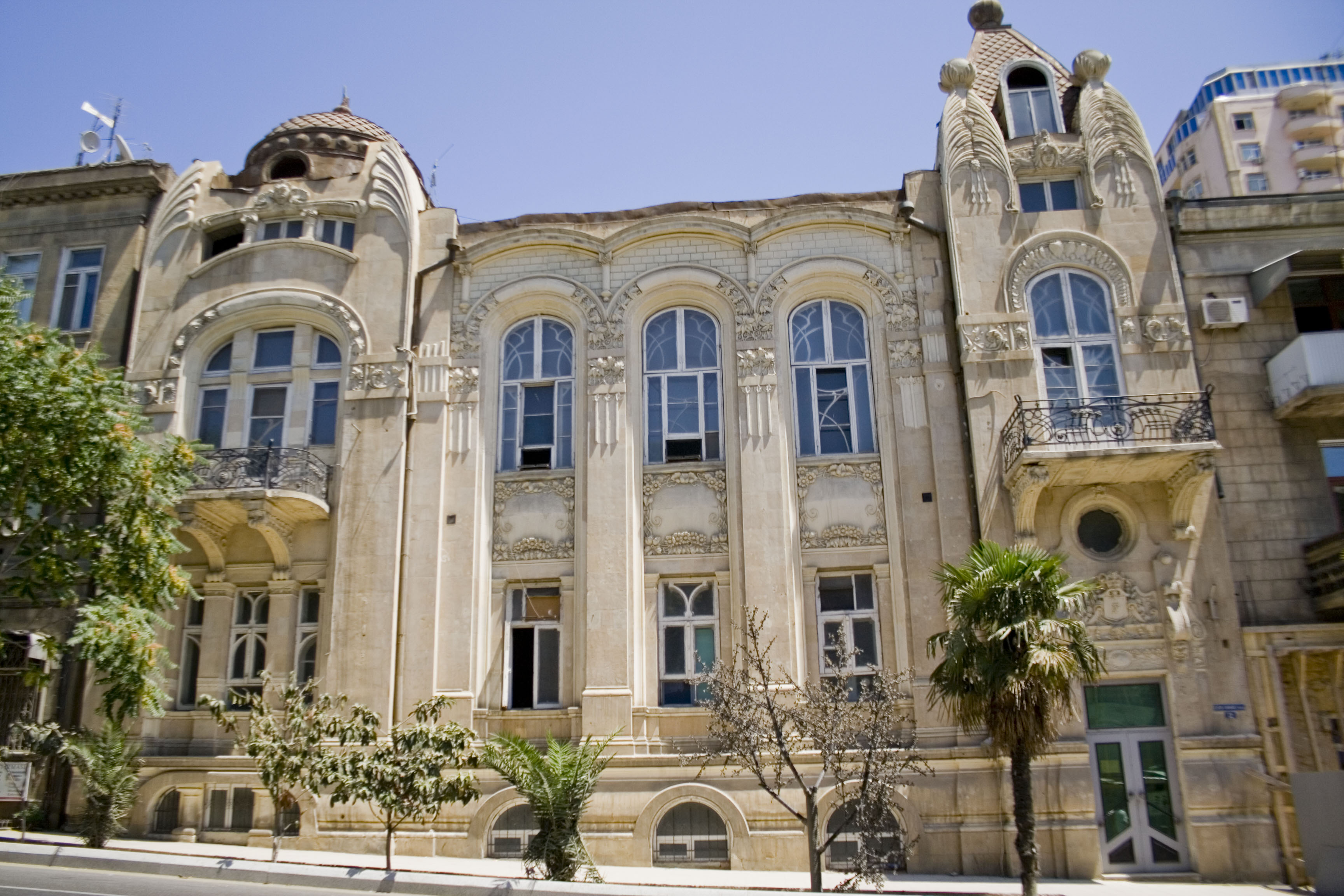
Dom Kerbalayi Israfila Hadżijewa
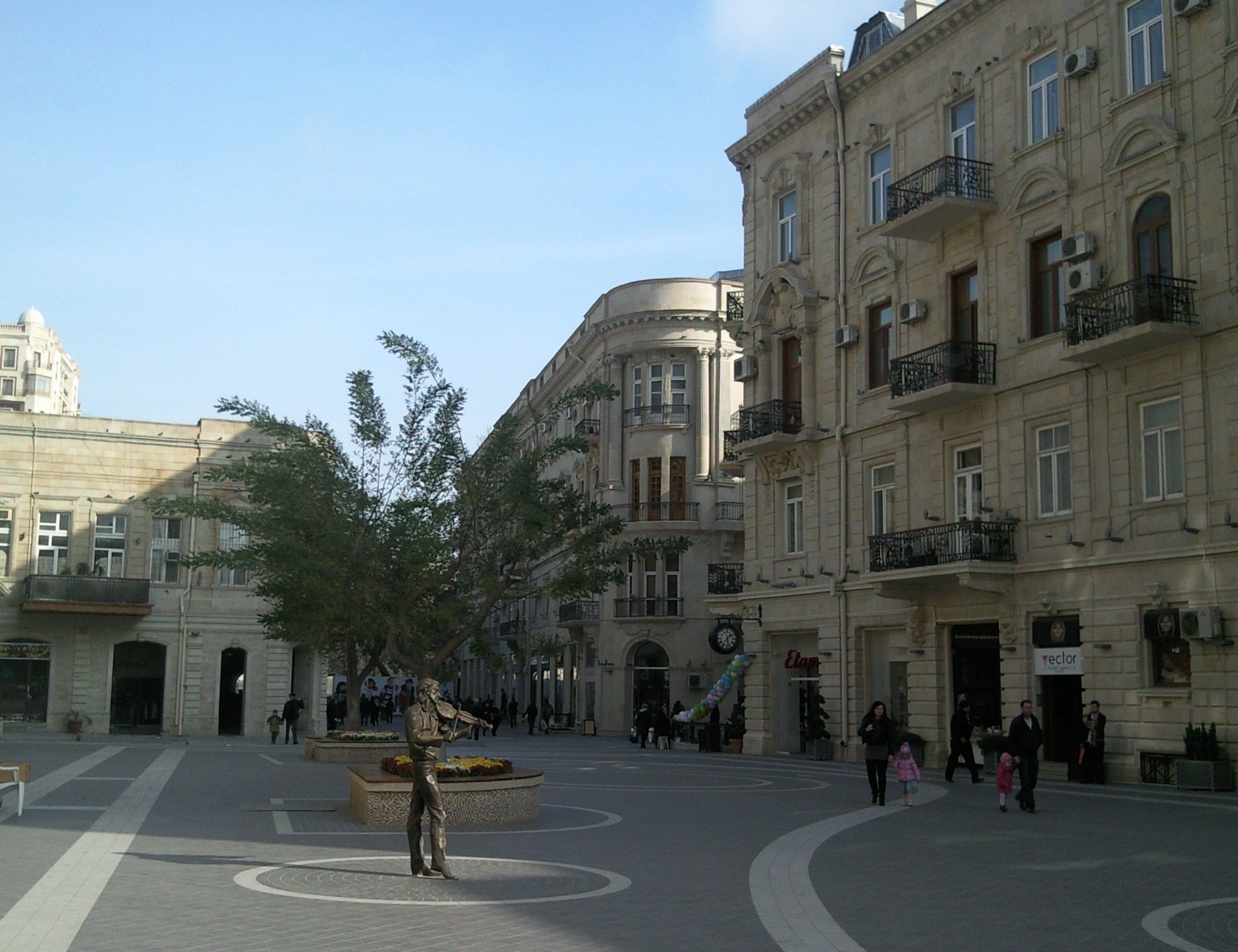
Dom Musy Nagijewa
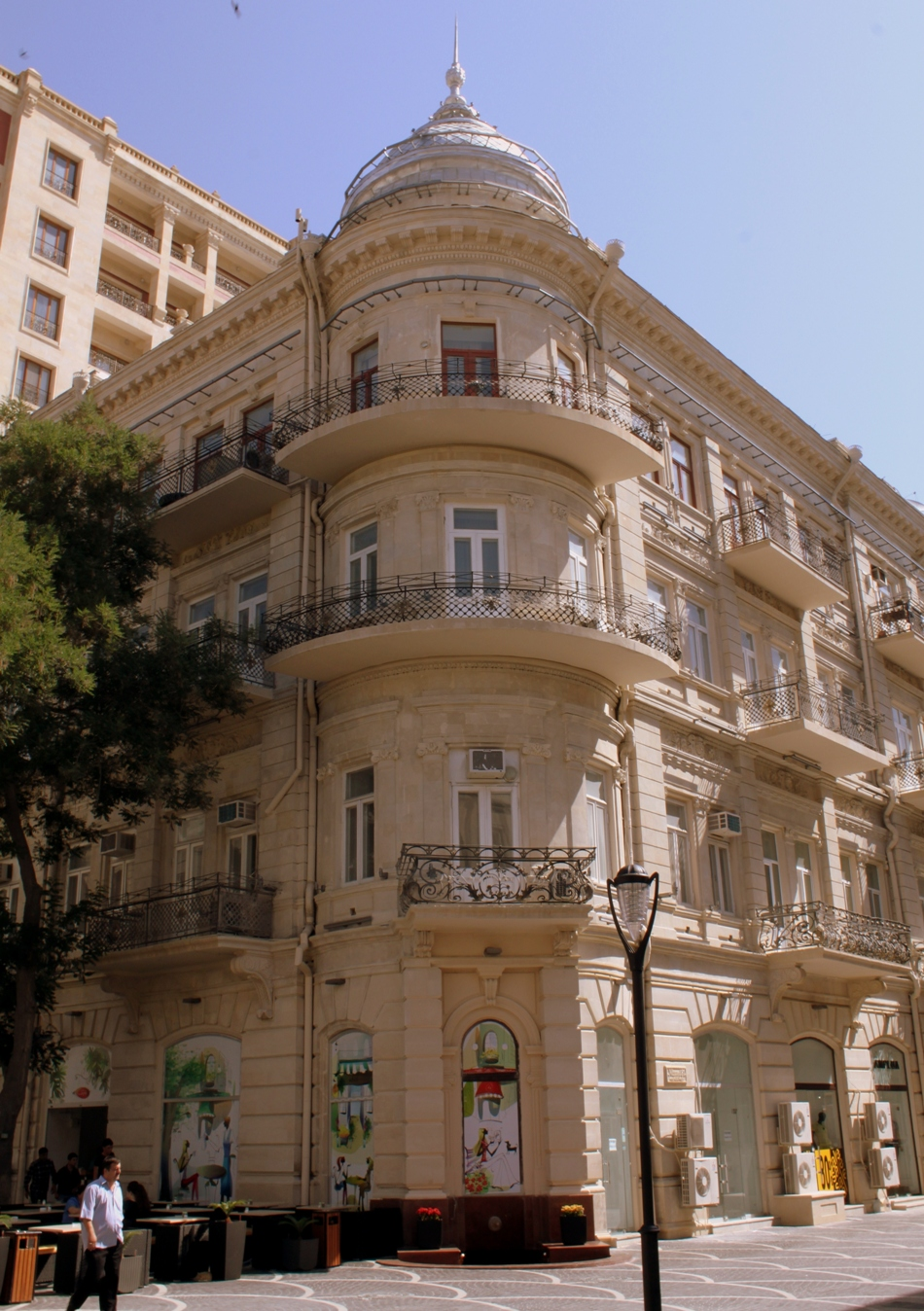
Czterokondygnacyjna kamienica przy ulicy Nizami
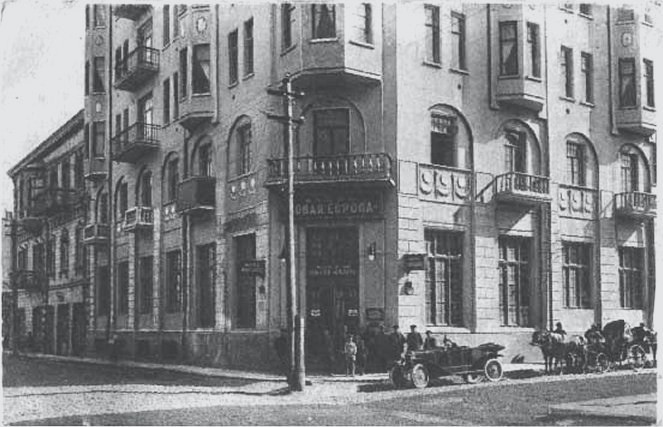
Hotel “Nowa Europa”
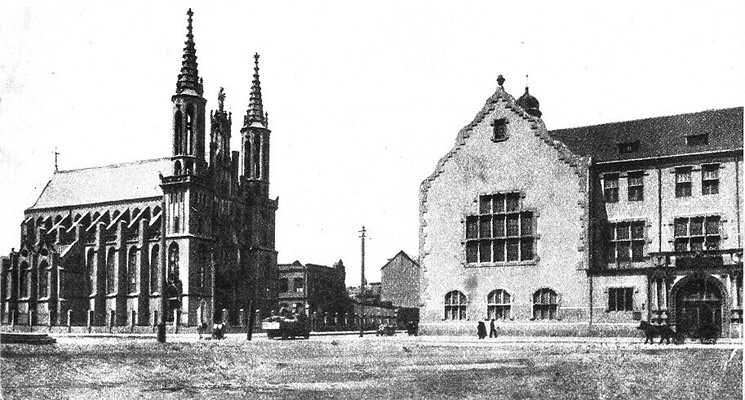
Kościół katolicki Niepokalanego Poczęcia w Baku (zburzony)
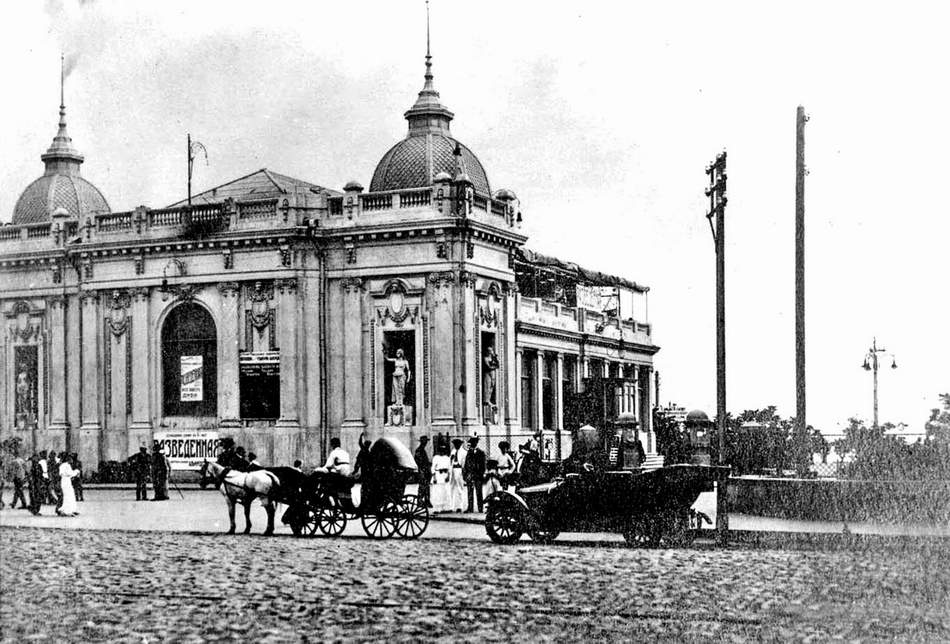
Teatr kukiełkowy w Baku
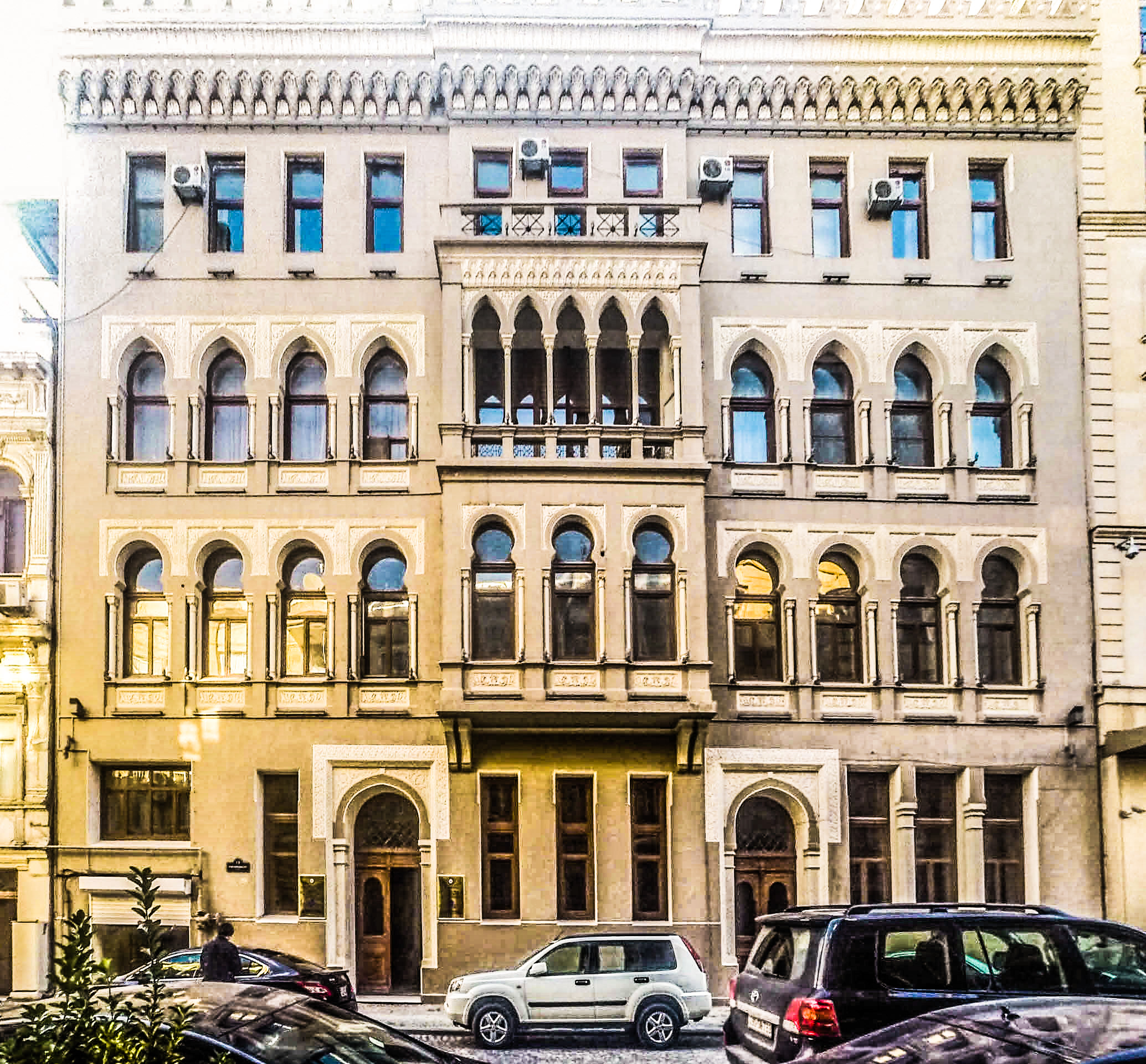
Dom braci Rylskich przy ul. Policyjnej 11, b. siedziba polskiego przedstawicielstwa konsularnego w Baku (1917–1920)